# 佟冬
佟冬（1905年7月27日—1996年12月15日），字竹生，满族，辽宁辽阳人，中国历史学家、教育家，曾任中国史学会理事、东北人民大学（今吉林大学）党委书记。